# Craig A. Thomson
Craig A. Thomson (20. lipnja 1972.) je škotski nogometni sudac iz Paisley.

## Životopis
Jedan je od 12 nogometnih sudaca, koji će suditi na Europskom nogometnom prvenstvu 2012. u Poljskoj i Ukrajini.
| Runda     | Datum            | Stadion                  | Momčad #1 | Rez. | Momčad #2 |   |   |
| --------- | ---------------- | ------------------------ | --------- | ---- | --------- | - | - |
| Skupina B | 13. lipnja 2012. | Arena Lavov, Lavov       | Danska    | 2:3  | Portugal  | 8 | 0 |
| Skupina A | 16. lipnja 2012. | Stadion Miejski, Wrocław | Češka     | 1:0  | Poljska   | 4 | 0 |